# ヤツェク・ボンク
ヤツェク・ボンク（Jacek Bąk, 1973年3月24日 - ）は、ポーランド・ルブリン出身で元同国代表の元サッカー選手。ポジションはDF。

## 経歴

### クラブ
1989年、16歳の時に地元のモトル・ルブリンでプロデビュー。1992年にレフ・ポズナンに移籍し、その年のエクストラクラサ優勝に貢献した。
1995年からは国外に活躍の場を移しフランスのオリンピック・リヨンに移籍。2002年からはRCランスでプレー。2005年にはカタールのアル・ラーヤンSCでプレーした。
2007年からは再び欧州に戻り、オーストリアのFKアウストリア・ウィーンに移籍。2010年に現役を引退した。

### 代表
ポーランド代表として1993年にキプロス代表戦で代表デビューを飾った。2002 FIFAワールドカップ、2006 FIFAワールドカップメンバーに選ばれ、UEFA欧州選手権2008にも出場した。

## 所属クラブ
- 1989-1992  モトル・ルブリン
- 1992-1995  レフ・ポズナン
- 1995-2001  オリンピック・リヨン
- 2002-2005  RCランス
- 2005-2007  アル・ラーヤンSC
- 2007-2010  FKアウストリア・ウィーン

## 代表歴

### 出場大会
- ポーランド代表
  - 2002 FIFAワールドカップ
  - 2006 FIFAワールドカップ

### 試合数
- 国際Aマッチ 96試合 3得点（1993年-2008年）[1]

| ポーランド代表 | 国際Aマッチ | 国際Aマッチ |
| 年             | 出場        | 得点        |
| -------------- | ----------- | ----------- |
| 1993           | 6           | 0           |
| 1994           | 6           | 1           |
| 1995           | 0           | 0           |
| 1996           | 0           | 0           |
| 1997           | 2           | 0           |
| 1998           | 4           | 0           |
| 1999           | 6           | 0           |
| 2000           | 4           | 0           |
| 2001           | 5           | 0           |
| 2002           | 7           | 0           |
| 2003           | 10          | 1           |
| 2004           | 8           | 0           |
| 2005           | 10          | 0           |
| 2006           | 13          | 0           |
| 2007           | 9           | 1           |
| 2008           | 6           | 0           |
| 通算           | 96          | 3           |